# Дзала-кха
Дзала-кха (дзонг-кэ ཛ་ལ་སྨད་, также называется: дзала, дзаламат, хома) — восточно-бодский язык, на котором говорят в восточном Бутане, в дзонгхагах Лхунце и Трашиянгце. Носители языка, живущие в Лхунце, однако, называют себя хома, а свой язык - хомаха. Согласно данным 2011 года, 22,000 человек используют этот язык как родной.  
Исследователи еще не отнесли язык дзала-кха к определенной лингвистической группе. Любопытно то, что язык имеет много общих черт с другими тибето-бирманскими языками, но также имеет существенные различия. 
Люди народа цангла, живущие в восточном Непале, вечно шутят о языке дзала-кха и их языке из-за того, что слово дзала очень похоже на слово zala, что на ихнем языке цангла переводится как «обезьяна»